# Route nationale 8 (Argentine)
Pour les articles homonymes, voir Route nationale 8.
La Route nationale 8 (Ruta Nacional 8) est une route d'Argentine asphaltée, qui parcourt les provinces de Buenos Aires, de Santa Fe, de Córdoba et de San Luis.

## Présentation
Sa longueur est de 695 kilomètres. Elle s'étend depuis l'embranchement avec la route nationale 9 à Tortuguitas, dans le grand Buenos Aires, jusqu'à la ville de 
Villa Mercedes, en province de San Luis.